# Франц Фахет
Франц Фахет (нім. Franz Fachet; 22 серпня 1910 — 25 червня 1995) — австрійський футболіст, що грав на позиції нападника.

## Життєпис
Влітку 1934 року Фахет виступав у складі клубу «Рапід» в Кубку Мітропи. Вийшов на поле в другому матчі чвертьфіналу проти італійської «Болоньї», в якому «Рапід» здобув перемогу з рахунком 4:1, але не зміг вийти в наступний раунд, бо в першій грі програв 1:6. Цей матч у Кубку Мітропи залишився єдиними для гравця в складі «Рапіда».
В сезоні 1936-37 грав за клуб «Корез» (Відень). Забив чотири голи в трьох матчах Кубка Австрії, зокрема, два з них у ворота свого майбутнього клубу «Аустро Фіат».
В 1938–1940 роках грав з «Аустро Фіат» (Відень). В вищому дивізіоні чемпіонату Австрії, в якому провів загалом 19 матчі і забив 8 голів. Зіграв у складі клубу «Аустро Фіат» три матчі в Кубку Німеччини. В одному з них забив 5 голів у ворота клубу «Кремзер».

## Статистика виступів

### Статистика виступів у кубку Мітропи
| №                      | Розіграш               | Стадія                 | Дата та місце проведення | Команда 1              | Рахунок | Команда 2 | Голи |
| ---------------------- | ---------------------- | ---------------------- | ------------------------ | ---------------------- | ------- | --------- | ---- |
| 28                     | 1934                   | 1/4                    | 8.07.1934 Відень         | Рапід (Відень)         | 4:1     | Болонья   |      |
| Всього у кубку Мітропи | Всього у кубку Мітропи | Всього у кубку Мітропи | Всього у кубку Мітропи   | Всього у кубку Мітропи | 1       |           | 0    |